# Закон эффекта
Закон эффекта (англ. Law of effect) — закон психологии, согласно которому люди стремятся повторить тот тип поведения, который позволяет им удовлетворить свои потребности, и избегают таких действий, которые не приводят к удовлетворению потребностей. Открыт американским психологом Эдвардом Ли Торндайком на основе своих исследований животных и людей.
Закон эффекта заключается в том, что полезное действие, вызывающее удовольствие, закрепляется и усиливает связь между ситуацией и реакцией, а вредное, вызывающее неудовольствие, ослабляет связь и исчезает. Чем больше удовольствие или недовольство, тем больше усиление или ослабление связи.